# Lincolnshire (Illinois)
Lincolnshire es una villa ubicada en el condado de Lake en el estado estadounidense de Illinois. En el Censo de 2010 tenía una población de 7275 habitantes y una densidad poblacional de 601,22 personas por km².

## Geografía
Lincolnshire se encuentra ubicada en las coordenadas 42°11′48″N 87°55′4″O / 42.19667, -87.91778. Según la Oficina del Censo de los Estados Unidos, Lincolnshire tiene una superficie total de 12.1 km², de la cual 11.86 km² corresponden a tierra firme y (2.01%) 0.24 km² es agua.

## Demografía
Según el censo de 2010, había 7275 personas residiendo en Lincolnshire. La densidad de población era de 601,22 hab./km². De los 7275 habitantes, Lincolnshire estaba compuesto por el 91.46% blancos, el 0.88% eran afroamericanos, el 0.01% eran amerindios, el 6.09% eran asiáticos, el 0% eran isleños del Pacífico, el 0.34% eran de otras razas y el 1.21% pertenecían a dos o más razas. Del total de la población el 2.05% eran hispanos o latinos de cualquier raza.